# Il signore dei demoni
Il signore dei demoni (Lord Loss in originale) è il primo romanzo della serie Demonata dell'autore di best seller horror Darren Shan.
È stato pubblicato originariamente nel Regno Unito il 6 giugno 2005. Molto presto, è stato proposto anche in Giappone e negli Stati Uniti d'America, dove la precedente serie di Shan, la Saga di Darren Shan, aveva venduto milioni di copie. Il romanzo è ambientato in Irlanda e racconta in prima persona di Grubbs Grady, un bambino la cui famiglia è composta interamente da giocatori di scacchi.

## Trama
Grubitsch "Grubbs" Grady, il giovane figlio di genitori ossessionati dagli scacchi, cresce con molta difficoltà nell'accettare la recente, strana e nervosa ossessione dei suoi genitori e della sorella. Una notte, egli trova i corpi della propria famiglia orrendamente mutilati e incontra il Signore dei demoni (Lord Loss in inglese), un macabro demone di forma umana che manda i propri due familiari, Vein e Artery, contro Grubbs.
Nonostante Grubbs riesca a scappare, egli resta profondamente traumatizzato e viene trasferito in un istituto di sanità mentale. Egli rifiuta di rispondere ai trattamenti sino a quando viene visitato dallo zio, Dervish Grady, che racconta a Grubbs quello che sa sull'esistenza dei demoni e convince il giovane ad accettare aiuto.
Dopo la ripresa di Grubbs, egli va a vivere con il suo eccentrico zio Dervish nella sua magione vicino al villaggio di Carcery Vale. Dervish spiega a Grubbs come, usando la magia, sia possibile per lo stesso Grubbs sfuggire al Signore dei demoni e ai suoi tirapiedi, membri di una razza aliena conosciuta con il nome di Demonata. Poco dopo il trasloco di Grubbs, egli conosce e diventa amico di Bill-E Spleen, un orfano che visita spesso Dervish nella volontà di imparare la magia.
Temendo per la sicurezza di Grubbs, Bill-E condivide la propria teoria nel merito della reale natura di Dervish quale licantropo, che come per molti membri della famiglia Grady si manifesta in pubertà. Ciò nonostante, più tardi, Bill-E si rivela essere il vero licantropo, per quanto egli stesso non ne sia a conoscenza. Dervish, successivamente, spiega che Bill-E è il fratellastro di Grubbs in conseguenza di una storia extraconiugale del padre dello stesso. L'unica via per curarlo è quella di riuscire a vincere per almeno tre volte cinque partite simultanee a scacchi con il potente Signore dei demoni, mentre un'altra persona si impegnerà a combattere i suoi familiari. A nessuno è permesso di fallire. In tal modo viene rivelata la ragione per cui la famiglia di Grubbs è stata uccisa, quando la sua sorella Gret è a sua volta caduta vittima della maledizione di famiglia. Meera Flame, un'amica di Dervish, che viene colpita mentre sta cercando di trattenere il trasformato Bill-E, si propone per aiutare nel corso della battaglia con i demoni. Dervish convince il pur riluttante Grubbs, che sta ancora combattendo contro i propri incubi, a prendere il posto di lei.
Durante il confronto con il Signore dei Demoni, Dervish è costantemente distratto dal proprio incontro di scacchi, nel seguire Grubbs che sembra essere incapace di reggere il confronto con i due familiari. Dervish, alla fine, usa la magia per salvare Grubbs, e il Signore dei demoni accetta un'eccezione alle regole per permettere lo scambio di ruoli fra i due.
Grubbs è però terrorizzato e questo conduce un gioco già pessimo verso il peggio. Ciò nonostante, egli riesce comunque a vincere la partita - e la cura per Bill-E - facendo infuriare il Signore dei demoni e spingendolo, in ciò, a commettere errori. Ma la sfida non è ancora finita, dal momento in cui Dervish ha ancora da sconfiggere il Signore dei demoni nel proprio mondo demoniaco come seconda parte dell'affare. Mentre attende il ritorno dello zio, Grubbs si prende cura del suo corpo reso zombie e nascondendo, nel contempo, la verità all'ormai salvo Bill-E.
Un anno più tardi, Grubbs si sveglia scoprendo del sangue sotto le proprie narici e dei capelli fra i propri denti. Pensando di essere stato trasformato, egli si prepara a chiamare il misterioso Lambs Dervish per chiedergli di ucciderlo prima che possa fare del male a qualcuno. Ma non appena raggiunge il telefono, viene sorpreso da un ritornato Dervish che rivela di aver organizzato quello quale uno scherzo a suo discapito.

## Edizioni
- Darren Shan, Il signore dei demoni, traduzione di S. Marcolini, 1 ed., Demonata - Vol. 1, Arnoldo Mondadori Editore, 2007,  p. 261, ISBN 978-88-04-56958-9.